# بيز كامب
بيز كامب (بالإنجليزية: Basecamp)‏ وسابقًا 37سيجنالز (بالإنجليزية: 37signals)‏ هي شركة قطاع خاص تأسست عام 1999، مقرها في مدينة شيكاغو، ولاية إلينوي، الولايات المتحدة الأمريكية. ساهم في تأسيس الشركة كل من الرئيس التنفيذي جيسون فرايد، وكارلوس سيغورا، وإرنست كيم. كشركة تصميم مواقع الإنترنت.تدير شركة «37إشارة» أيضاً مدونة، كانت عن الإشارة ضد الضوضاء. ترك سيغورا الشركة عام 2000 ثم غادرها كيم عام 2003، وبقى المؤسس فرايد.
منذ منتصف عام 2004 أنتجت الشركة أول تطبيق
«بيس كامب» (أي المُعسكر الأساسي). وقد تبع ذلك قائمة تا دا، حقيبة الظهر، لوحة الكتابة، نار المعسكر، وناطحات السحاب. 37إشارة كان مسؤولا عن إطلاق المصدر المفتوح على شبكة الإنترنت في إطار تطبيق البرنامج روبي على القضبان، والذي كان يستخدم في تطبيقاتها الخاصة. المنتجات قد اكتسبت شعبية استخدام ما أصبح يعرف باسم نموذج فريميوم الأعمال.
الشركة تدعى ل37 تلسكوب الإشارات الراديوية التي حددها عالم الفلك بول هورويتز كرسائل المحتملة من كائنات ذكية خارج الأرض. [2]

## - تاريخ
37إشارة صممت Meetup.com وأعادت تصميم المواقع للعملاء مثل بانرا بريد وShopping.com. في عام 2000، قاموا بإنشاء موقع eNormicom، هجاء للعصر الدوت كوم. في عام 2003، 37إشارة أطلقت خدمة تصميم المواقع الإنترنت وتدعى 37فورية، حيث كان رسم محدد (2500 دولار)لإعادة تصميم صفحة واحدة على موقع على الإنترنت في أسبوع واحد.
أيضا في عام 2003، 37إشارة بدأت بالعمل على تطبيق ويب لإدارة المشاريع المسمى بـبيس كامب (قاعدة المُعسكر)، صمم مبدأياً للاستخدام الداخلي، والذي أخذ الشركة في اتجاه جديد. بيس كامب (قاعدة المُعسكر) منذ ذلك الحين، تلاه خمس تطبيقات الويب الأخرى. راجع المقطع للمنتجات أدناه لمزيد من التفاصيل.
بحلول عام 2005، قد انتقلت بعيدا عن الأعمال استشارية وأخذت تعمل على التركيز على تطبيقات الويب حصراً. كل تطبيق لديها يحمل مزايا محدودة مجانية لكل إصدار، ومعظم هذه التطبيقات لديهم مستويات مختلفة للاشتراك الشهري مع المزيد من الميزات.
وإطار تطبيقات الويب لروبي على القضبان تم استخراجها من بيس كامب (قاعدة المُعسكر) وأصدرت كـ مصدر مفتوح (انظر المقطع لـروبي على القضبان أدناه).
20 تموز / يوليو 2006، أعلنت الشركة جيف بيزوس أنها قد استحوذت على حصة مصغرة من خلال شركته الاستثمارية الشخصية، بعثات بيزوس. [4]

## فلسفة «كن حقيقياً»
37إشارة داخليا تشجع على تطوير البرمجيات المتقدمة رشيق (أجايل) المنهجية والفلسفة المدعوة «كن حقيقياً». كن حقيقياً تعني منهجية البرمجة الرسمية، ويركز على خلق برامج ألفا مفيدة مع فٍرق صغيرة، ثم بالتكرار إلى تطبيقات بسيطة مفيدة أيضاً تستند في جزء منها على التغذية المرتدة للعملاء في العالم الحقيقي. وكانت الشركة تعتمد على التمويل الذاتي منذ إنشائها في عام 1999، رأس المال الاستثماري والداعمين منهج «بداية التمويل الذاتي»، على الرغم من أن استثمار واحد كان من جيف بيزوس في عام 2006.
37إشارة وقد عقدت حلقات دراسية حول أساليبهم في شيكاغو ومدن أمريكية أخرى. [7]
فلسفة توصي بالإعلان على شبكة الإنترنت (وخصوصا عبر مدونة) بدلا من الأساليب القياسية. الشركة تتعامل مع كمبيوترات أبلحيث أنها تُستخدم حصراً وقالت انها «لن توظف شخص لا يستخدم ماك». [9]

## البنية التحتية

### روبي على القضبان
روبي على القضبان هو إطار تطبيق شبكات الإنترنت مجاني التي أنشأها دافيد هينماير هانسون، وهو أحد مبرمجي 37إشارة. كانت في الأصل تستخدم في صنع أول منتج لـ 37إشارة، بيس كامب (قاعدة المُعسكر)، وكان منذ استخراجها وإصدارها كـمصدر مفتوح في عام 2004، فضلا عن كونها الإطار لتطبيقات شبكة الإنترنت التي كانت تستخدمها 37إشارة.
في كثير من الأحيان تقصير إلى«القضبان» أو "RoR"، حيث أنها مبرمجة بلغة البرمجة روبي.
ينص الموقع الرسمي ل روبي على القضبان على شبكة الإنترنت (في آخر الصفحة) انه «التي ترعاها 37إشارة».
تطوير روبي على القضبان يديره الآن الفريق الأساسي للقضبان، حيث لا يزال هانسون يساهم.

### ملكة النحل
ملكة النحل هي 'الإحصاءات الجمركية الداخلية، والفواتير، وتطبيق الإدارة لـ37إشارة، ومبنية على المركزية.

## موقع الويب

### مدونات

#### الإشارة ضد الضوضاء
الشركة بلوق، في مقابل إشارة الضوضاء، انطلقت في عام 1999 

#### المنتج مدونة
كما تحتفظ الشركة بمدونة آخرى، وهي مدونة منتج 37إشارة. انها شنت يوم 15 مايو، 2007،  هو ذاتي وصفها بأنها «أخبار، والحديث والآراء والنصائح والحيل حول لدينا خط كامل من المنتجات». حلت محل المدونات الفردية لبيس كامب (قاعدة المُعسكر) وحقيبة الظهر.

### أرض المطورين
موقع الشركة على الإنترنت لديها قسم يسمى «أرض المطورين»، يوصف بأنه «واجهة برمجة، أمثلة، wrappers، والمنتديات، وكل شيء آخر تحتاجه للتواصل مع منتجات الـ37إشارة».

## الكتب
- دفاعية لتصميم الويب: كيفية تحسين رسائل الخطأ، والمساعدة، وأشكال، وبؤر الأزمات الأخرى، ونيو الراكبون الصحافة، 2004 ردمك 0 - 7357 - 1410 - العاشر
- Getting Real، الكتاب الإلكتروني المُصدر ذاتياً، 2006
- «إعادة العمل» ليتم إطلاق إصدارها يوم 9 مارس 2010

## المنتجات
[20]، 37إشارة أنشأت أربعة تطبيقات تجارية على شبكة الإنترنت، وأثنين من التطبيقات المجانية على شبكة الإنترنت.
جميع الطلبات 37إشارة لها ميزة محدودة نسخ مجانية ومدتها 30 يوما التجارب الحرة للإصدارات الكاملة، وبعد ذلك يجب على المستخدم إما مواصلة الدفع، الرجوع إلى خطة الحرة، أو التوقف عن استخدام التطبيق.

### بيس كامب (قاعدة المُعسكر)
بيس كامب (قاعدة المُعسكر) هو أول منتج ل37إشارة، أداة لإدارة المشاريع التي صدرت في عام 2004 على شبكة الإنترنت. [23] إطار وروبي على القضبان تم استخلاصها من المشروع بيس كامب (قاعدة المُعسكر).
الميزات الرئيسية لبيس كامب (قاعدة المُعسكر) تتضمن لائحة المهام، إدارة المايلستون، وما يشبه الرسائل في المنتديات وتبادل الملفات، وتتبع الوقت.
37إشارة منذ ذلك الحين أنشأت واجهة برمجة لبيس كامب (قاعدة المُعسكر)، مما يسمح للتفاعل مع التطبيقات الشبكية الأخرى وتطبيقات سطح المكتب أيضاً التي تسمح بمثل هذا التفاعل. مثال لالواجهة البرمجة المستخدمة هو قطعة اللوحة نظام تشغيل ماكنتوش إكس.

### قائمة تا دا
قائمة تا دا، هو أول تطبيق على الإنترنت مجانا ل37إشارة، هو عبارة عن تطبيق للائحة مهام صدرت في كانون الثاني 2005. [25]
لاستخدام هذا التطبيق، يجب على المستخدمين إنشاء حساب الذي سيتولى إدارة كل «قوائم المهام» لديهم. فمن الممكن لتتبع التغيرات عن طريق آر إس إس.
قائمة تا دا تسمح بمشاركة القوائم إما علنا (يمكن لأي شخص أن عرض قائمة من خلال زيارة الرابط)، أو مع أشخاص معينين من خلال إرسال رسالة بريد إلكتروني آلية تحتوي على العنوان القائمة الخاص. قائمة تا دا مبنية على أساس القوائم الموجودة في كلا من بيس كامب (قاعدة المُعسكر) وحقيبة الظهر.

### حقيبة الظهر
حقيبة الظهر هو يدير المعلومات الشخصية على شبكة الإنترنت والإنترانت للأعمال التجارية الصغيرة. التطبيق له وظيفتين رئيسيتين هما: إنشاء صفحات من قبل المستخدم (التي يمكن أن تتضمن النصوص والصور، والملفات)، وصيغة تقويم الآي-تقويمية.
سمات إنشاء صفحات من قبل المستخدم تتضمن لائحة مهام، معارض الصور والمذكرات ومرفقات، والصفحات المشتركة.
ملامح التقويم تشمل تقديم الدعم لالتقويم، والبريد الإلكتروني / رسائل التذكير من نوع الرسائل النصية القصيرة، لون الترميز للتقاويم، وتقاويم مشتركة.

### لوحة الكتابة
لوحة الكتابة هو محرر نصوص، تعاوني (ولكن ليس في الوقت الحقيقي) مجاني، والذي يسمح بإنشاء عدد غير محدود من الوثائق على شبكة الإنترنت. لكل لوحة الكتابة اسم المستخدم وكلمة السر مختلفة، والتغييرات التي يمكن رصدها عن طريق آر إس إس.
لوحة الكتابة تدعم الدِف (Diff)، مما يسمح للمستخدمين بمقارنة التغييرات التي أدخلت على الوثيقة، والنسيج، لسهولة استعمالها وبساطة التنسيق. لوحة الكتابة منذ ذلك الحين مترابطة مع كل من بيس كامب (قاعدة المُعسكر) وحقيبة الظهر.

### نار المعسكر
نار المعسكر هو قائم على شبكة الإنترنت، عبارة عن خدمة محادثة صنعت للأعمال التجارية عبر الإنترنت أصدرت في 16 فبراير، 2006. [26]
يستخدم التطبيق تكنولوجيا الأي-جاكس للاتصالات في الوقت الحقيقي، ويدعم تصميم مواقع التشفير من نوع 128 بت بشكل اختياري.
لاستخدام هذا التطبيق، يجب على المستخدمين إما إنشاء قناة محادثة جديدة أو أن يدعى إلى واحدة. ما لم تكن غرفة محادثة «خارج السجل»، محاضر الأحاديث القابلة للتصفح ويتم تخزين الملفات التي يتم تحميلها للرجوع إليه مستقبلا. واحدة من السمات الرئيسية للتطبيق، التي تشير إليها 37إشارة بانها «العرض الأولي لصورة حية»، هو أن تحميل الصور على هيئة، [جيف GIF] أو [بنج PNG]، أو [جي بي إي جيJPEG ]و تمثل كأشكال مصغرة وتلقائيا كما هو مبين في المحادثة.

### ناطحات السحاب
ناطحات السحاب (في الأصل كان اسمها «الشروق»)[28]تطبيق على شبكة الإنترنت يهتم ب «إدارة بيانات المتصل بهم المشتركة» والمهام الأساسية لإدارة علاقات العملاء. [29] تطبيق صدر في 20 مارس، 2007. [31]
ناطحات السحاب تشمل مميزات مثل «صفحات شخص» و«صفحات شركة»، والتي يمكن أن تحتوي على صور وملاحظات ومعلومات الشركة، وتفاصيل الاتصال، وما إلى ذلك من المميزات، وقوائم مهام تشبه إلى حد كبير تلك التي ظهرت في بيس كامب (قاعدة المُعسكر) أو حقيبة الظهر، و«القضايا»، التي هي صفحات /فئات حيث أن الملاحظات والصور والناس، الآتي تكون ذات صلة، يتم الاحتفاظ بها.
وغيرها من المميزات الرئيسية لناطحات السحاب ودعمها للتفاعل عبر البريد الإلكتروني (مثل رسائل البريد الإلكتروني ذات الصلة يمكن إرسالها إلى ناطحات السحاب خاصة «القائمة المنسدلة» عبر نسخة كربونية (خفية) أو تمرير البريد الإلكتروني)، وتقديم الدعم لاستيراد البيانات من vCards في-كاردز، ومايكروسوفت أوتلوك، أكت أي-سي-تي، أو بيانات من حسابات بيس كامب (قاعدة المُعسكر).

### «الشريط المفتوح» ل37 إشارة
منذ حزيران / يونيو 25، 2007،  37signals 'Basecamp تطبيق عرضت علامة واحدة على اساس الخيار مصادقة على المستخدمين الذين يستخدمون خدمة المصادقة OpenID. ومنذ ذلك الحين، كل من ناطحات السحاب، وحقيبة الظهر تم إضافة لهم دعامة الهوية المفتوحة / الشريط المفتوح. الشريط المفتوح، فعال في تنفيذ الهوية المفتوحة، عند تسجيل الدخول لمستخدم إلى حسابه في لبيس كامب (قاعدة المُعسكر) / الظهر / ناطحات السحاب يستطيع أن يقوم بإعداد تنفيذات الهوية المفتوحة، والدخول إلى رابط هويته المفتوحة الخاصة في إعدادات الحساب. إذا كان مستخدم ذا حسابات متعددة يود القيام بما سبق ذكره، عند تسجيل الدخول إلى أي من حسابات مصنوعة عن طريق الهوية المفتوحة فإن «الشريط المفتوح» الأسود سوف يظهر في الجزء العلوي من الصفحة، وتمرير الفأرة فوق اسم المنتج، سوف تظهر القائمة المنسدلة لجميع حسابات المستخدم حول هذا المنتج. كذلك، إذا كان المستخدم قد أعد الهوية المفتوحة لكل من حسابات بيس كامب (قاعدة المُعسكر)، وناطحات السحاب، و/ أو حقيبة الظهر، كل من أسماء المنتجات سوف تظهر في شريط المفتوح والسماح بالتبديل بين التطبيقات سيكون متاحاً دون الحاجة إلى أن يقوم بتسجيل الدخول للآخر.
أضيفت دعامة الشريط المفتوح إلى حقيبة الظهر يوم 27 يوليو، 2007.

### كومة القش -- البحث عن مصمم مواقع إنترنت
في 21 تشرين الثاني 2009، أصدرت 37إشارة كومة القش، وهي عبارة عن الدليل المرئي لمصممي المواقع في جميع أنحاء العالم. التصفح على كومة القش مثل تصفح لعشرات من المواقع على شبكة الإنترنت لمصممي المواقع، ولكن في كومة القش كل الصفحات في نفس الصفحة. فإنه يجعل من العثور على مصمم مواقع الإنترنت المناسب أسهل بكثير من الطريقة التقليدية (التصفح والعثور على الكثير من مواقع المصممين). يمكن لعملاء تفضيل شركات التي يحبونها واستعراضها كلها على صفحة واحدة (ويمكن طباعتها ومشاركتها، أيضا). القوائم مصممي المواقع مجانية مثل شركة ناب للدعاية والإعلان، وإلا أن هناك خياراص آخر وهو قوائم المحترفين التي تبلغ تكلفتها 99 دولار شهرياً.

## وصلات خارجية
- http://37Signals.com